# Sitticus talgarensis
Sitticus talgarensis är en spindelart som beskrevs av Logunov, Wesolowska 1993. Sitticus talgarensis ingår i släktet Sitticus och familjen hoppspindlar. Inga underarter finns listade i Catalogue of Life.